# Cynibal
Cynibal (Cynibil, Cynebil, Cynibild; żył w VII wieku) — średniowieczny anglosaski mnich i misjonarz, jeden z założycieli klasztoru w Lastingham.
Imię Cynibala znamy z dzieła Bedy Czcigodnego Historia ecclesiastica gentis Anglorum. Był jednym z czterech northumbryjskich braci, wychowanków świętego Aidana. Dwaj z nich - Cedd i Chad otrzymali godność biskupią i zostali ogłoszeni świętymi, zaś Cynibal i Celin zostali mnichami. 
Beda wspomina zasługi Cynibala dla klasztoru w Lastingham - miał on przejąć obowiązki Cedda, który podjął się czterdziestodniowego postu w ramach pokuty, która miała oczyścić teren przeznaczony pod klasztor z popełnionych tu wcześniej grzechów.
Po śmierci został uznany za świętego. Dniem jego wspomnienia jest 2 marca.